# Albany (Missouri)
Pour les articles homonymes, voir Albany.
La ville d’Albany est le siège du comté de Gentry, situé dans l’État du Missouri, aux États-Unis. Sa population s’élevait à 1 730 habitants lors du recensement de 2010, estimée à 1 699 habitants en 2016.